# كريس فانس (سياسي)
كريس فانس (بالإنجليزية: Chris Vance)‏ هو سياسي أمريكي، ولد في 1 مايو 1962 في سياتل في الولايات المتحدة. حزبياً، نشط في الحزب الجمهوري. وقد انتخب عضو مجلس نواب واشنطن.

## وصلات خارجية
- الموقع الرسمي